# Toxorhina phaeoneura
Toxorhina phaeoneura är en tvåvingeart som beskrevs av Alexander 1960. Toxorhina phaeoneura ingår i släktet Toxorhina och familjen småharkrankar.
Artens utbredningsområde är Moçambique. Inga underarter finns listade i Catalogue of Life.